# 자서전

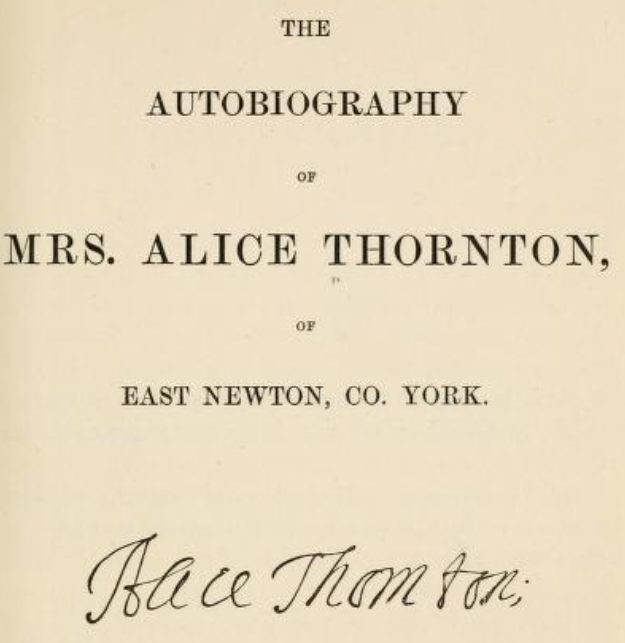

자서전(自敍傳, 영어: autobiography, autobio)은 자신의 생애를 소재로 하여 스스로 쓰거나 남에게 구술하여 쓰게 한 전기이다. 전기를 쓰는 전기작가들은 많은 자료에 의존하지만, 자서전은 지은이 스스로의 기억에 의존한다. 사건에 따라, 자료화되지 않은 사실보다 사건의 중심에 있었던 당사자의 기억이 중요할 수도 있다.
비슷한 장르에 회고록이 있으며, 자서전은 아니지만 사실상 자서전적인 성격을 가지고 있는 책도 많다.

## 유명한 자서전
- 백범일지
- 벤자민 프랭클린
- 마틴 루서 킹
- 캐서린 그레이엄
- 알베르트 슈바이처
- 나의 회고록 (개인보다는 당, 당보다는 국가, 조병옥)
- 최규하

## 같이 보기
- 전기 (문학)
- 회고록